# 1767

## Esdeveniments
- 2 d'abril: S'inicia l'expulsió dels jesuïtes dels territoris de la monarquia hispànica
- 13 de maig, Salzburg: Mozart estrena Apol·lo i Jacint la seva primera òpera.
- Publicació de la darrera entrega de Tristram Shandy
- Arriben baleners a l'Antàrtida per treure'n profit comercial [cal citació]
- Epidèmia de verola al sud de l'Àfrica [cal citació]

## Naixements
Països Catalans
- 1 d'abril, Barcelona: Domènec Badia i Leblich, 'Alí Bei', espia, arabista i aventurer català (m. 1818)

Resta del món
- 1767 - 
  - Berlín: Amalie Beer, salonnière jueva alemanya (m. 1854).[2]
  - Sevilla: Luis Daoíz y Torres, militar espanyol, participant en l'aixecament del 2 de maig de 1808 de la Guerra del Francès.
- 15 de març - Waxhaws, Carolina del Sud (EUA): Andrew Jackson, 7è President dels Estats Units d'Amèrica (m. 1845).[3]
- 25 de març - La Bastida de Murat, Ólt (França): Joachim Murat, noble i militar francès (m. 1815)[3]
- 4 d'abril - París: Constance Marie Charpentier, pintora francesa que es va especialitzar en les escenes de gènere i retrats (m. 1849).[4]
- 12 de maig - Badajoz (Espanya): Manuel de Godoy y Álvarez de Faria Ríos Zarosa, gentilhome, polític espanyol ennoblit i favorit reial.(m. 1851)[5]
- 22 de juny - Potsdam (Alemanya): Wilhelm von Humboldt, lingüista i polític alemany (m. 1835).[6]
- 11 de juliol - Braintree (Massachusetts) (els EUA): John Quincy Adams, 6è President dels Estats Units d'Amèrica (m. 1848).[7]

## Necrològiques
Països Catalans
- 1 d'abril, Madrid: Maria Ladvenant i Quirante, actriu i empresària teatral valenciana (n. 1741).[8]

Resta del món
- 25 de juny - Georg Philipp Telemann, compositor alemany (n. 1681)[9]
- 2 d'octubre, París: Louise-Magdeleine Horthemels, gravadora francesa (n. 1686).[10]